# Бентли, Уэс
Уэсли Кук Бентли (англ. Wesley Cook Bentley; род. 4 сентября 1978, Джонсборо, Арканзас, США) — американский актёр, известный ролями в таких фильмах, как «128 ударов сердца в минуту», «Красота по-американски», «Четыре пера», «Парковка», «Призрачный гонщик», «Голодные игры» и «Йеллоустоун».

## Ранние годы
Уэс Бентли родился в Джонсборо, штат Арканзас, США. Его отец, Дэвид Бентли, — священник, а мать, Шери Бейкер, — капеллан и рукоположенный старейшина в Арканзасской конференции, оба в Объединённой методистской церкви. В 1996 году Уэс окончил среднюю школу Sylvan Hills в городке Шервуд, штат Арканзас. Затем Бентли стал посещать школу драмы (Juilliard School’s Drama Division), но покинул её через год обучения, чтобы заняться своей актёрской карьерой.

## Карьера
Известность к актёру пришла после выхода в 1999 году фильма «Красота по-американски», получившего пять «Оскаров». Персонально Бентли за роль Рики Фитса получил несколько наград и, в частности, был номинирован на премию BAFTA в номинации «Лучшая мужская роль второго плана».
Также Бентли снялся в триллере «Кадиллак Долана», основанном на коротком рассказе Стивена Кинга, и в драме «Там обитают драконы» режиссёра Ролана Жоффе. Уэс является одним из главных героев в документальном фильме My Big Break режиссёра Тони Зиерра, который повествует о трёх бывших приятелях, Чеде Линдберге, Бреде Роу и Греге Фоусетте, мечтающих о том, как воплотить свою мечту стать успешными актёрами в Голливуде.
В 2007 году в фильме «Призрачный гонщик» Бентли сыграл Блэкхарта, демона, который являлся главным антагонистом.
В 2012 году Уэс сыграл роль распорядителя игры, Сенеку Крейна, в блокбастере «Голодные игры». В том же году Бентли был задействован в актёрском составе фильма «3 дня в пустыне» режиссёра Габриэля Кована вместе с такими актёрами, как Эмбер Тэмблин и Винсент Пиацца.
В июне 2014 года присоединился к актёрскому составу сериала «Американская история ужасов».
В 2015 году сыграл детектива Джона Лоу в сериале «Американская история ужасов: Отель». В 2016 году получил главную роль в сериале «Американская история ужасов: Роанок». С 2018 года играет Джейми Даттона в сериале «Йеллоустоун».

## Личная жизнь
Уэс был женат на актрисе Дженнифер Квонс с 2001 по 2009 годы. Пара рассталась ещё в 2006 году во время наркотической зависимости Бентли.
В 2010 году Бентли женился на продюсере Джеки Сведберг. В том же году у пары родился сын, Чарльз.
В газете The New York Times в статье за 8 февраля 2010 года Уэс рассказал о том, что начал принимать наркотики после своего ошеломительного успеха в фильме «Красота по-американски». Бентли скрывал свою зависимость от Дженнифер, в 2006 году они расстались, и Уэс переехал в новую квартиру, где начал употреблять наркотики на постоянной основе. В то время он снимался время от времени, только для того, чтобы оплатить счета и достать очередную дозу. В 2008 Уэс был арестован и ему пришлось пройти реабилитационную программу «Двенадцать шагов». Однако он сорвался и снова начал употреблять героин, пока окончательно не сломался.
В июле 2009 года Уэс признался своему другу, что он законченный наркоман и алкоголик и что ему нужна помощь или он умрёт. Бентли снова начал проходить пошаговую программу реабилитации и после окончательного избавления продолжил свою карьеру актёра, появившись в пьесе «Венера в мехах». В документальном фильме My Big Break практически полностью показана реальная жизнь Бентли, его зависимость, борьба со звёздной болезнью и восстановление после наркозависимости.

## Фильмография
| Год       |   | Русское название                        | Оригинальное название              | Роль                                 |
| --------- | - | --------------------------------------- | ---------------------------------- | ------------------------------------ |
| 1998      | ф | Любимая                                 | Beloved                            | Племянник учителя                    |
| 1999      | ф | Красота по-американски                  | American Beauty                    | Рикки Фитс                           |
| 1999      | ф | Парень с Белой реки                     | The White River Kid                | Малыш                                |
| 2000      | ф | Золотая пыль                            | The Claim                          | Дэлглиш                              |
| 2001      | ф | Бессмертные души                        | Soul Survivors                     | Мэтт                                 |
| 2002      | ф | Четыре пера                             | The Four Feathers                  | Джек Дурранс                         |
| 2005      | ф | Игра их жизней                          | The Game of Their Lives            | Уолтер Бар                           |
| 2007      | ф | Призрачный гонщик                       | Ghost Rider                        | Блэкхарт                             |
| 2007      | ф | Роковой город                           | Weirdsville                        | Ройс                                 |
| 2007      | ф | Парковка                                | P2                                 | Томас                                |
| 2008      | ф | Последнее слово                         | The Last Word                      | Эван / Evan                          |
| 2009      | ф | Кадиллак Долана                         | Dolan’s Cadillac                   | Робинсон                             |
| 2009      | ф | Могила                                  | The Tomb: Edgar Allan Poe's Ligeia | Джонатан Меррик                      |
| 2010      | ф | Джона Хекс                              | Jonah Hex                          | Адлеман Ласк                         |
| 2011      | ф | Там обитают драконы                     | There Be Dragons                   | Маноло Торрес                        |
| 2011      | ф | Павшая империя                          | Hirokin                            | Хирокин                              |
| 2012      | ф | Другой мир: Пробуждение                 | Underworld: Awakening              | учёный Антигена (в титрах не указан) |
| 2012      | ф | Голодные игры                           | The Hunger Games                   | Сенека Крэйн                         |
| 2012      | ф | Игра на выживание                       | Gone                               | Куинн                                |
| 2012      | ф | Лавлейс                                 | Lovelace                           | Ларри Марчиано                       |
| 2014      | ф | 3 ночи в пустыне                        | 3 Nights in the Desert             | Трэвис                               |
| 2014      | ф | Добро пожаловать ко мне                 | Welcome to Me                      | Гейб Раскин                          |
| 2014      | ф | Интерстеллар                            | Interstellar                       | Дойл                                 |
| 2014—2015 | с | Американская история ужасов: Шоу уродов | American Horror Story: Freak show  | Эдвард Мордрейк                      |
| 2015      | ф | Рыцарь кубков                           | Knight of Cups                     | Барри                                |
| 2015      | ф | 128 ударов сердца в минуту              | We are you friends                 | Джеймс Рид                           |
| 2015      | ф | Последняя девушка                       | Final Girl                         | Уильям                               |
| 2015—2016 | с | Американская история ужасов: Отель      | American Horror Story: Hotel       | Джон Лоу                             |
| 2016      | ф | Пит и его дракон                        | Pete’s Dragon                      | Джек                                 |
| 2016      | с | Американская история ужасов: Роанок     | American Horror Story: Roanoke     | Амброс Уайт / Дэйл                   |
| 2018      | ф | Миссия невыполнима: Последствия         | Mission: Impossible – Fallout      | Эрик                                 |
| 2018      | с | Йеллоустон                              | Yellowstone                        | Джейми Даттон                        |
| 2019      | ф | Лучшие враги                            | The Best of Enemies                | Флойд Келли                          |